# Arques (Aude)
Arques (okzitanisch Arcas) ist ein südfranzösischer Ort und eine Gemeinde mit 253 Einwohnern (Stand 1. Januar 2022) im Département Aude in der Region Okzitanien.

## Lage und Klima
Der Ort Arques liegt im Katharerland (Pays Cathare) im erweiterten Pyrenäenvorland am Flüsschen Rialsesse etwa 44 km (Fahrtstrecke) südlich von Carcassonne bzw. etwa 27 km südwestlich von Limoux in einer Höhe von ca. 355 m; die Kantonshauptstadt Couiza befindet sich etwa 11 km westlich. Das Klima ist gemäßigt bis mild; Regen (ca. 740 mm/Jahr) fällt überwiegend im Winterhalbjahr. Das Gemeindegebiet ist Teil des Regionalen Naturparks Corbières-Fenouillèdes.

## Bevölkerungsentwicklung
| Jahr                      | 1800 | 1851 | 1901 | 1954 | 1999 | 2021 |
| Einwohner                 | 488  | 556  | 504  | 250  | 199  | 259  |
| Quelle: Cassini und INSEE |      |      |      |      |      |      |

Der deutliche Bevölkerungsschwund seit den 1920er Jahren ist im Wesentlichen auf den Verlust von Arbeitsplätzen infolge der Reblauskrise im Weinbau und die Mechanisierung der Landwirtschaft sowie auf die Aufgabe bäuerlicher Kleinbetriebe zurückzuführen („Höfesterben“).

## Wirtschaft
Der Ort ist immer noch geprägt von der Land- und Forstwirtschaft, wobei die Viehwirtschaft (Rinder und Schafe) den Großteil der Agrarproduktion ausmacht. Im ausgehenden 20. Jahrhundert ist der Tourismus – auch in Form der Vermietung von Ferienwohnungen (gîtes) – als wichtiger Wirtschaftsfaktor hinzugekommen.

## Geschichte
Im 11. Jahrhundert gehörte Arques zum Besitz der Abtei Sainte-Marie de Lagrasse, wenig später stand der Ort im Besitz der Seigneurs de Termes, die ihrerseits wiederum Untertanen der Vizegrafen von Carcassonne waren. Urkundlich ist im Jahre 1154 ein befestigter Ort (castrum) erwähnt, von einer Burg ist zu jener Zeit jedoch noch nicht Rede.
Im Jahr 1217 wandte sich Simon de Montfort nach der Eroberung der Burg Termes in Richtung Arques (Villa de Arquis) und setzte den Ort, der damals wahrscheinlich noch keine Burg hatte, in Brand. Im Jahr 1231 befindet sich einen Teil der Region Razès, darunter auch Arques im Besitz eines seiner ehemaligen Kampfgefährten: Pierre de Voisin. Dessen Sohn Gilles de Voisins begann im Jahr 1284 mit dem Bau der heutigen Burg und des Dorfes, das als Bastide angelegt wurde. Im 16. Jahrhundert kam Arques durch Eheschließung in den Besitz der Herzöge von Joyeuse.

## Sehenswürdigkeiten

### Sonstige

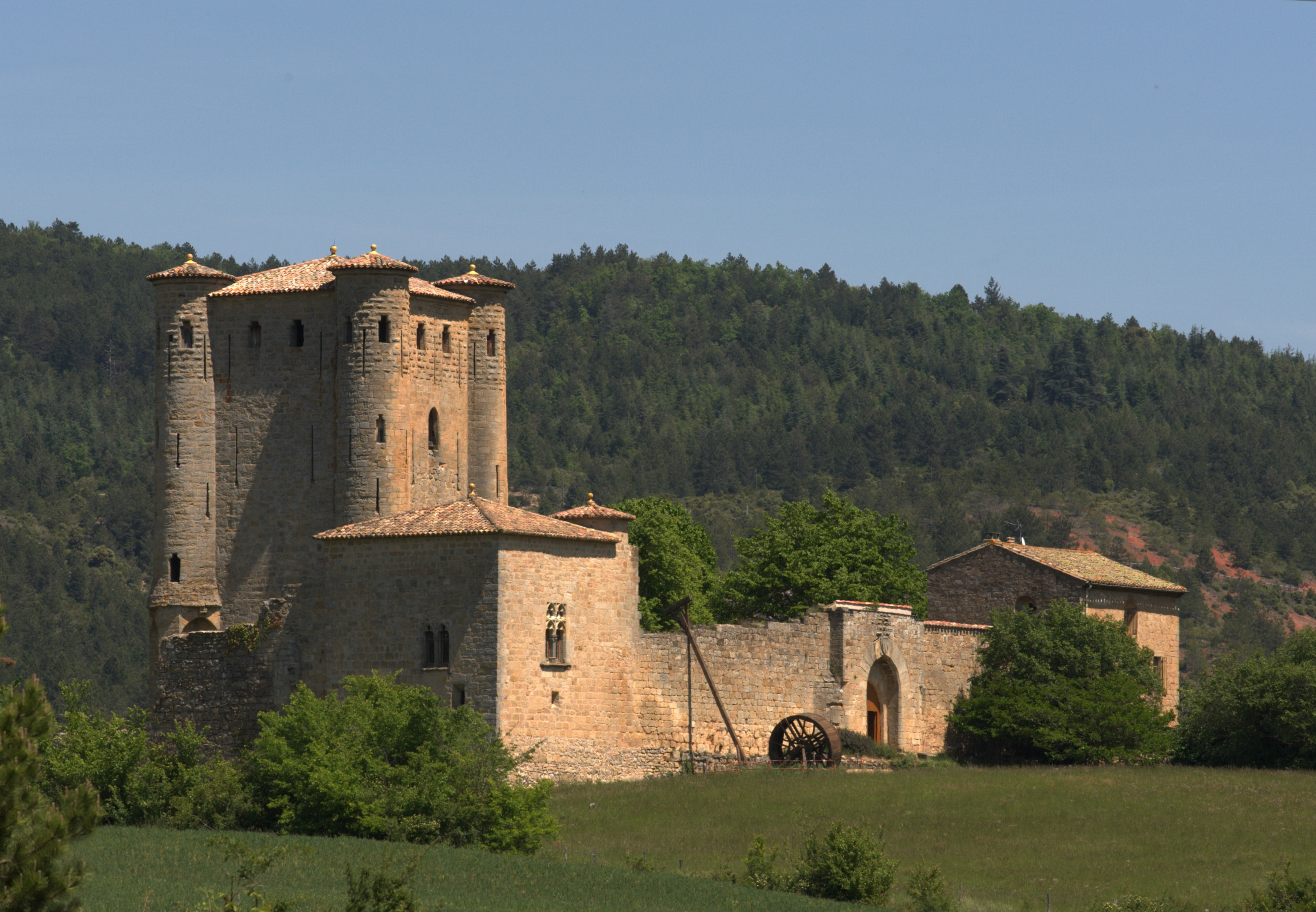
Château d’Arques

- Die Église Sainte-Anne ist eine einschiffige Dorfkirche aus dem 15. Jahrhundert. In einem Annexbau ist eine kleine Ausstellung eingerichtet worden; gezeigt werden geschnitzte und bemalte Holzfiguren der Hl. Anna, der Jungfrau Maria und des Christuskindes. Ein schönes schmiedeeisernes Kreuz aus dem 14. Jahrhundert ist ebenfalls beachtenswert.
- Das Maison Déodat Roché ist das Geburtshaus des bedeutenden Katharer-Forschers Déodat Roché. Es ist zu einem sehenswerten Museum der Geschichte der Katharer-Bewegung umgestaltet worden.
- Das Maison Granger ist – trotz seiner eher unscheinbaren Fassade – das älteste Haus im Ort und stammt wahrscheinlich noch aus dem 14. Jahrhundert.
- Das Arboretum du Planel befindet sich in der Nähe der mittelalterlichen Burg. Es wurde im Jahre 1933 als Baumschule für die Wasser- und Waldbehörde (Eaux et Forêts) eingerichtet. Auch exotische Bäume finden sich hier: Roteiche, Atlaszeder, Ginkgo, Tulpenbaum, Mammutbaum etc.
- In der waldreichen Umgebung gibt es eine Vielzahl von Wanderwegen.

## Persönlichkeiten
- Déodat Roché (* 1877; † 1978), einer der bedeutendsten Katharer-Forscher des 20. Jahrhunderts, wurde in Arques geboren und starb auch hier.